# Gundam
Gundam (en japonés: ガンダム, Hepburn: Gandamu), también conocida como Serie Gundam (ガンダムシリーズ Gandamu Shirīzu?), es una franquicia de series animadas de ciencia ficción creadas por Yoshiyuki Tomino para los estudios Sunrise. La temática de las series son los conflictos bélicos entre humanos. En la serie, los bandos en guerra utilizan armaduras de combate llamadas Mobile Suits (MS). Por lo general, el Mobile Suit del protagonista es el que lleva el nombre de Gundam.
La primera serie de este conjunto, llamada Mobile Suit Gundam, fue estrenada el 7 de abril de 1979. Esta primera serie revolucionó el género Mecha por mostrar a los robots como armas de guerra convencionales y a sus pilotos como soldados en medio de conflictos militares a gran escala. La repercusión de la serie una franquicia multimillonaria que ha producido varios trabajos en diversos medios de difusión, tales como series de televisión OVAs, películas, manga, novelas, videojuegos, modelos a escala, música, juguetes, ropa, comida, etc. El argumento de la serie original de 1979 ha sido considerablemente expandido con secuelas, precuelas, historias paralelas y líneas de tiempo alternativas. La franquicia también ha dado origen a una de las mayores marcas de juguetes y de pasatiempo en la historia de la industria juguetera japonesa.
Gundam se ha convertido en un icono cultural de Japón. Para el 21 de enero del 2008, Gundam se había convertido en una franquicia de 50 mil millones de Yen. Un comunicado de prensa del año 2000 indicó que las ventas al por menor de los artículos Gundam habían sumado cinco mil millones de dólares. Los gunpla (maquetas de Gundam) mantienen el 90% de mercado de maquetas.
Estudiosos japoneses  también han visto la serie como una inspiración, fundándose así la Sociedad Internacional Gundam, la primera institución académica inspirada en una serie de animación.

## Panorama

### Concepto
La franquicia tiene su origen en la serie de anime Mobile Suit Gundam (1979). Esta serie animada fue desarrollada por el renombrado director Yoshiyuki Tomino conjuntamente con un equipo de empleados de los Estudios Sunrise, que trabajaron bajo el seudónimo colectivo de "Hajime Yatate".
Durante su fase conceptual, la serie iba a ser llamada Freedom Fighter Gunboy, o simplemente Gunboy, por el hecho de que el "robot" estaba armado con una pistola (gun en inglés) y porque la serie estaba dirigida para una demografía shōnen (literalmente «muchacho» en japonés, boy en inglés). Durante las etapas iniciales de producción, había numerosas referencias a la palabra inglesa freedom («libertad»). Por ejemplo: la nave nodriza White Base iba a ser llamada "Freedom's Fortress", los aviones caza Core Fighter iban a ser llamados "Freedom Wing", y las naves transporte Gunperry iban a ser llamadas "Freedom Cruiser". El equipo Yatate combinó la palabra gun con la última sílaba de la palabra freedom para formar el nombre gundom. Posteriormente, Tomino cambió el nombre Gundom por Gundam, bajo la idea de que el Gundam era una máquina de combate con una pistola (gun en inglés) lo suficientemente fuerte para resistir el avance de sus enemigos, como una represa (dam en inglés) que resiste el paso del agua y las inundaciones. Bajo este concepto, todos los Gundams que han sido creados desde entonces son descritos como máquinas de combate únicas de producción limitada con tecnología y capacidades superiores a las producidas en masa.
Los Gundams son sempiternamente descritos como vehículos antropomórficos gigantescos controlados por un humano desde una cabina. la mayoría de estas máquinas tienen su cabina ubicada en el «torso» con varias cámaras instaladas en la «cabeza», siendo estas las que transmiten las imágenes a la cabina. (exceptuando a Psyco Gundam, donde la cabina está ubicada en la cabeza de la máquina.) Los gundams no son máquinas inteligentes (exceptuando a la inteligencia artificial A.L.I.C.E. que apareció en Gundam Sentinel y a 4 mobile suits que trabajan con el sistema EXAM en The Blue Destiny.)

### Innovación

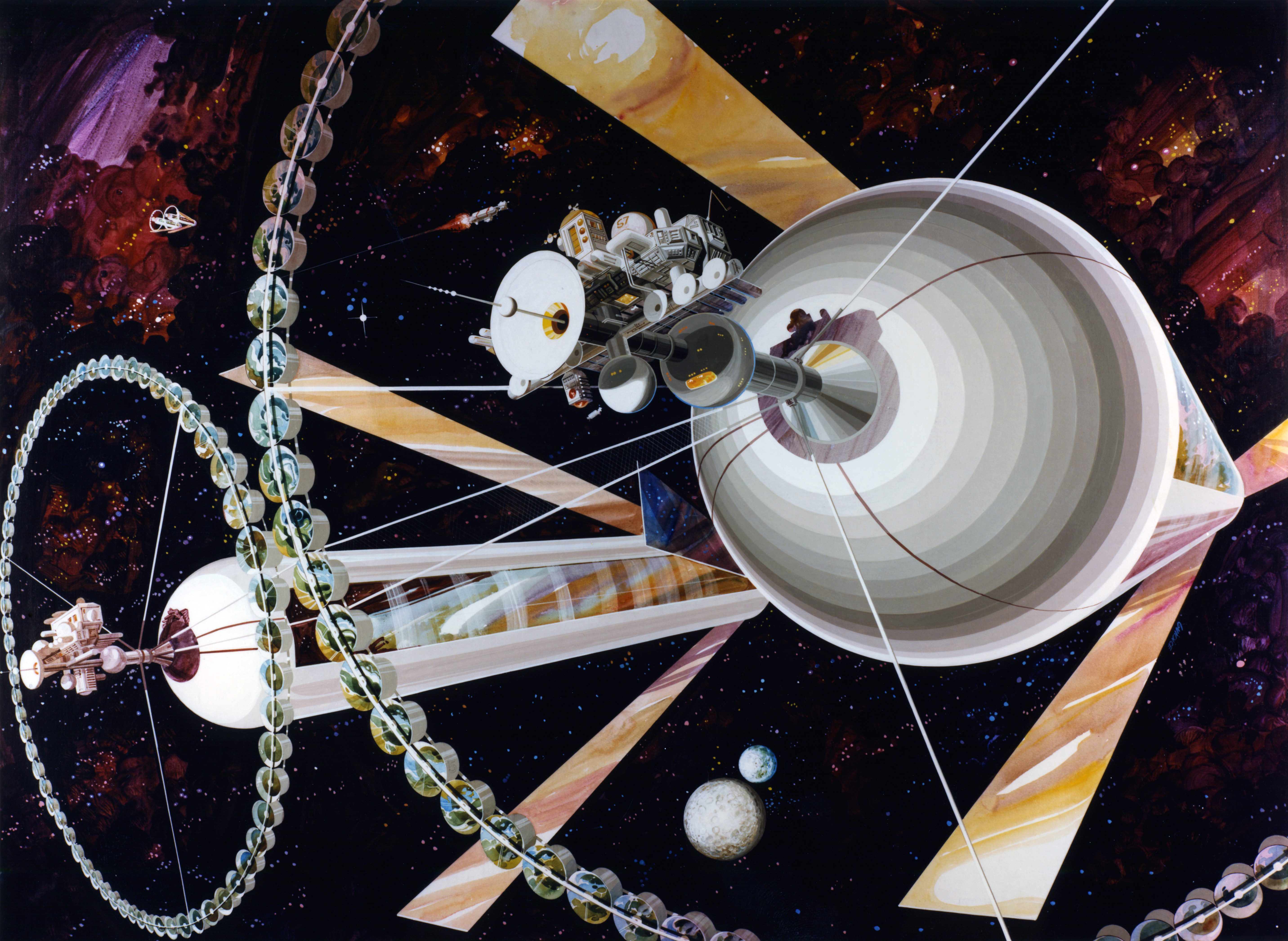
Un par de cilindros de O'Neill.

Puntos de lagrange

La serie Mobile Suit Gundam tiene el crédito de haber sido pionera del subgénero real robot dentro de los mecha.
A diferencia del subgénero super robot, Gundam tiene toda una estampa de realismo, con máquinas quedándose sin energía o sin municiones, o rompiéndose y dañándose. La tecnología es práctica y se deriva de la ciencia real como el uso de Puntos de Lagrange en el espacio o los Cilindros de O'Neill como ambiente para vivir. La tecnología en Gundam a pesar de ser ficticia, es viable, requiriendo solo unos pocos elementos de ficción para su trama. (Por ejemplo, El uso de las partículas Minovsky como medio de producción de energía a partir de helio-3).
A pesar de ser ficticia, la necesidad de crear "robots" gigantes también es explicada: las ficticias partículas minovsky crean interferencias en los misiles guiados por radar, en los cañones antiaéreos y en todos los sistemas de alerta temprana, por lo que todos los sistemas de armas dependen de ojos humanos para operar. En la línea temporal Universal Century, el estado espacial conocido como Principado de Zeon se rebela contra la Federación de la Tierra. Para poder librar su guerra de independencia contra la Federación de la Tierra, Zeon necesitaba un sistema de armas que pudiera funcionar tanto en el espacio como en la Tierra, plantar cargas explosivas y enfrentarse a tanques y aviones enemigos, siendo un "robot" gigante la mejor elección. Después de que Zeon empezara a desarrollar Mobile Suits, la Federación de la Tierra se vio obligada a crear armas similares.

### Narrativa
Por lo general, la narrativa de Gundam gira en torno a las máquinas y sus pilotos, que luchan en una guerra en la que la destrucción y la deshumanización son inherentes. Cada facción tiene sus propios héroes y villanos, cada uno con sus motivos, fallos y virtudes. Gundam también cuenta con luchas políticas y debates sobre diversas cuestiones filosóficas importantes, así como el ideal sobre la naturaleza y el significado de la guerra y del pacifismo, la evolución continua - natural o artificial - de la humanidad y sus consecuencias. Todas esta cuestiones mencionadas anteriormente son a menudo enmarcadas en un combate entre el protagonista y el antagonista en su intento de convencer a los demás de la justicia de su causa. La mayoría de las historias están estructuradas como dramas, donde las personalidades, puntos de vista, objetivos y acciones del elenco principal influyen en la trama drásticamente, a medida que se desarrollan los acontecimientos. Esto hace que la trama parezca más realista que en las series del subgénero Super Robot, donde el héroe y el elenco actúan de forma repetitiva y predecible, con poca conexión entre episodios. El mejor ejemplo de esto es la forma en que las personalidades de los rivales Amuro Ray y Char Aznable, están influenciadas por sus experiencias en la trama.

#### Líneas de tiempo

En la línea de tiempo Future Century, la tierra es el cuadrilátero

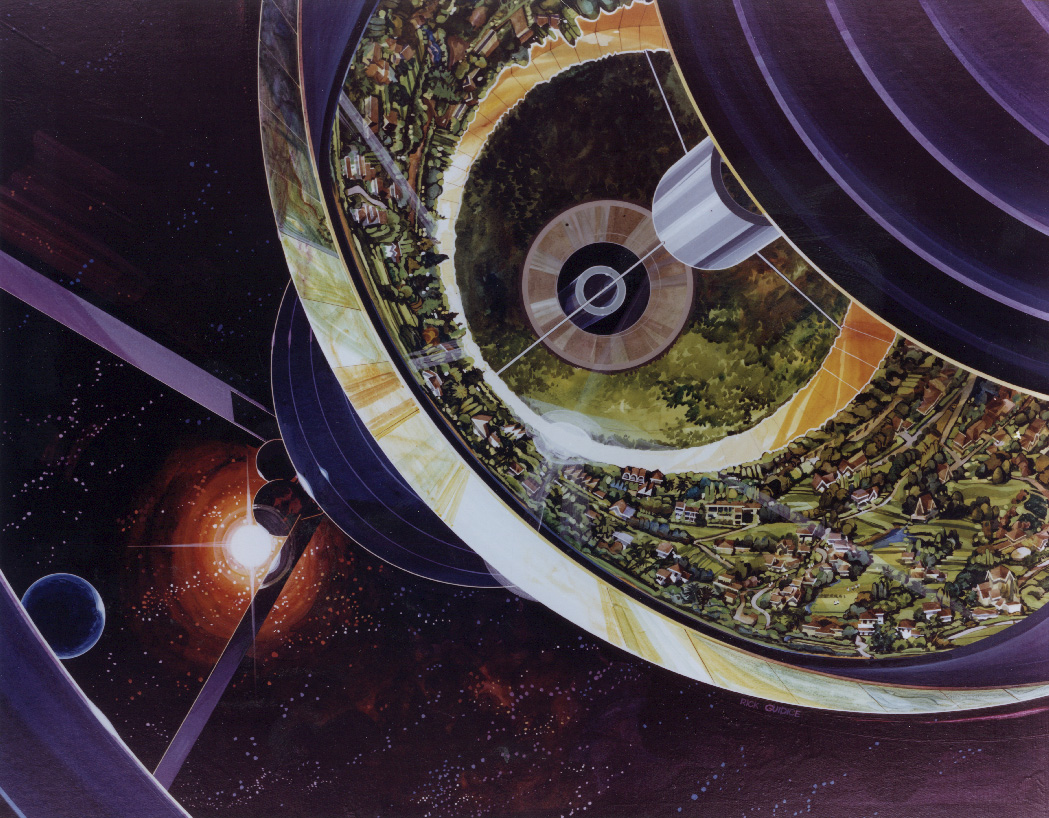
En la línea de tiempo After Colony, el gobierno de la Tierra oprime a los colonos espaciales

El mundo ficticio de Gundam está dividido en varios universos paralelos (también conocidos como Líneas de Tiempo, Eras o Calendarios) con sus propios personajes, historia, sucesos y aparatos. Cada universo mantiene su propia continuidad de forma paralela sin interceptarse con los demás universos (exceptuando Turn A Gundam). Los personajes o máquinas que aparecen en una línea de tiempo X están supuestos a no aparecer en línea de tiempo Y, por ejemplo: La guerra entre la Federación Terrestre y el Principado de Zeon y sus remanentes es un hecho que solo aparece de forma exclusiva en la línea de tiempo Universal Century; Heero Yuy, Relena Darlian, el Wing Zero y el Epyon son personajes y máquinas que solo aparecen en la línea de tiempo Después de las colonias (After Colony). Actualmente las líneas de tiempo que aparecen en Gundam son:
Universal Century
Universal Century (宇宙世紀 Uchū Seiki, Lit "Era Espacial" o "Era Universal") es la más extensa e importante línea de tiempo de Gundam. La serie original de 1979 está ambientada en esta línea y aún se mantiene como la más popular. Esta línea de tiempo sentó las bases de la franquicia y del género "real robot", fue la primera en ser creada y es la más trabajada y abordada de todas, contando con 4 series de televisión, 5 OVAs, 15 largometrajes y varias producciones especiales. En esta línea de tiempo, se narra la historia de una guerra extensa entre dos estados ficticios: Federación de la Tierra y el Principado de Zeon (y sus remanentes). Los conflictos entre estos dos estados (y algunas de sus facciones) tienen su origen en profundos problemas políticos, filosóficos e ideológicos, tales como la corrupción y la inmigración total de la humanidad al espacio como instrumento ecológico. Esta serie también se caracteriza por dar a conocer el estado Newtype, la teórica siguiente fase evolutiva del ser humano.
Future Century
Future Century fue la primera línea de tiempo paralela a la Universal Century. En este universo, las colonias espaciales, representando a países, han acordado realizar un torneo de artes marciales conocido como la Pelea Gundam como una vía para resolver sus problemas políticos sin tener que ir a la guerra. Esta es la ambientación de la serie Mobile Fighter G Gundam y sus proyectos hermanos.
After Colony
En la línea de tiempo After Colony o Después de la Colonia, la alianza unida de la esfera terrestre y su organización OZ oprimen a las colonias con su poder militar. En respuesta, los rebeldes de las colonias envían a 5 Mobile Suits para derrocar el régimen. La línea de tiempo Después de la Colonia es la ambientación de Mobile Suit Gundam Wing, Gundam Wing: Endless Waltz y otros trabajos relacionados.
After War
La línea de tiempo After War inicia después de las caídas masivas de colonias espaciales que pusieron fin a la séptima Guerra Espacial y mataron a 99% de la humanidad que vivía en el planeta Tierra. Esta es la ambientación de la serie After War Gundam X y producciones relacionadas. Esta serie se caracteriza por ser la única línea de tiempo aparte de la Universal Century donde se toca el tema de los Newtypes.
Correct Century
La línea de tiempo Correct Century (正暦 Seireki, Lit. Historia Verdadera) es un universo donde todas las tecnologías de la tierra y civilizaciones humanas (menos en la luna) en el espacio fueron destruidas (menos en la luna). Como resultado, el nivel tecnológico de la humanidad en esta época es similar a la que existía en los años 1900. Esta es la ambientación de Turn A Gundam y sus proyectos adyacentes. Otra característica llamativa del universo Correct Century, es que en ella aparecen Mobile Suits y elementos de otras líneas de tiempo.
Cosmic Era
En esta era, la humanidad se ha desarrollado en dos subespecies: los Naturales, que residen en la Tierra y los Coordinadores, humanos mejorados genéticamente que habitan en colonias espaciales capaces de soportar los rigores del espacio. La historia gira en torno a un joven Coordinador llamado Kira Yamato, que se ve envuelto en una guerra entre estas dos subespecies después de que una colonia neutral es invadida por Coordinadores. Esta es la ambientación de Mobile Suit Gundam Seed y otros trabajos relacionados.
Anno Domini
Anno Domini (Lit. en el año del Señor, abreviado A. D.) es la notación utilizada en la que se cuentan los años desde el nacimiento de Cristo y hace referencia a nuestro presente. Esta línea de tiempo utiliza el calendario gregoriano, el mismo utilizado por la sociedad actual. Esta es la ambientación de Mobile Suit Gundam 00 y sus producciones derivadas. Gundam Build Fighters es otra producción de Gundam ambientada en nuestro presente.
Advanced Generation
En la línea de Tiempo Advanced Generation, la tierra es arrasada por una guerra interplanetaria cuya duración se extiende a 100 años. La trama de esta serie gira en torno a tres protagonistas pertenecientes a la misma familia. Cada uno de ellos es el piloto de su propia versión del Gundam y luchan para defender a la tierra y sus colonias de una "raza" enemiga superior a la humana en términos tecnológicos. Esta es la ambientación de Mobile Suit Gundam AGE.
Reguild Century
Esta línea temporal se sitúa mucho más allá del Universal Century, incluso después del Correct Century, siendo cronológicamente la última era del Universal Century pero a su vez localizado fuera de esta. En ella una serie de guerras entre las colonias ha llevado al planeta Tierra de una desestabilización ecológica y a la escasez de recursos, por lo que unas baterías denominadas "Baterías de Fotones" son altamente demandadas para la subsistencia en la tierra. En esta era, la tierra está regulada por la "Torre Capital", un gobierno teocentrico (Similar al de la Ciudad del Vaticano) localizado en el Amazones (Último lugar verde que queda en la tierra, la mayoría de la población terrestre se ve obligada a vivir en esta zona) que ejerce como distribuidor de dichas baterías. Torre Capital cuenta con un elevador espacial que le permite acceder a diversas colonias del espacio, siendo la última parada un lugar prohibido para los habitantes de la tierra. Se ha impuesto también un tabú tecnológico por culpa de las guerras que desvastaron la tierra y está prohibido hacer uso de ciertas máquinas debido al Concordato SU. Es la ambientación de la serie Gundam Reconguista in G.
Post Disaster
En ella se produjo "La Guerra de la Calamidad" 300 años antes de la ambientación de la trama de la serie. La guerra de la calamidad fue una rebelión de las colonias espaciales contra el gobierno autoritario de la tierra, por el que la tierra perdió su estructura de gobierno siendo reemplazada por una nueva. Aparte, como resultado de la Guerra de la Calamidad, se establece una organización paramilitar llamada Gjallarhorn que ejerce de policía y mantiene el control sobre las colonias y Marte. Sin embargo, en Marte comienza a surgir un movimiento independentista encabezado por Kudelia Aina Bernstein, haciendo reclamaciones por la liberación de Marte debido a la miseria que vive la población marciana por culpa de las duras condiciones económicas que sufre. Como curiosidad, se sabe que hay un cráter en Australia, justo como en el Universal Century y After War. En esta línea de sitúa la serie Mobile Suit Gundam: Iron-Blooded Orphans
Ad Stella
En la era Ad Stella, una multitud de corporaciones han ingresado al espacio y han construido un enorme sistema económico. Una chica solitaria del remoto planeta Mercurio se transfiere a la Escuela de Tecnología Asticassia, dirigida por el Grupo Beneritt, que domina la industria de los mobile suits. En esta línea alterna se ambienta la serie Mobile Suit Gundam: The Witch from Mercury.

#### Definición deGundam
Cada una de estas líneas de tiempo muestra escenarios, personajes y conflictos militares en diferentes situaciones y circunstancias y en cada una de ellas el término "Gundam" tiene una definición diferente.
- En la Universal Century, "Gundam" es el nombre del primer prototipo experimental de Mobile Suit multipropósito desarrollado por la Federación Terrestre. En esta línea de tiempo, "Gundam" es la abreviatura de General-purpose Utility, Non Discontinuity Augmentation Maneuvering weapon system.[7][11]
- En Future Century la palabra "Gundam" hace referencia al "Combate Gundam", una competición donde se determina qué colonia tendrá el derecho de gobernar a las demás durante 4 años.
- En After Colony Gundam es el nombre que reciben todos los Mobile Suits que han sido construidos con aleación de "gundamio".
- En Cosmic Era, gundams son mobile suits con el sistema operativo especial: GUNDAM" (Generation Unrestricted Network Drive Assault Module) .
- En la Anno Domini el término es la designación genérica de una línea especial de Mobile Suits de última tecnología.
- En Advanced Generation, el Gundam es un mobile suit legendario desarrollado por los ancestros del personaje Flit Asuno. Cuando Flitt hereda el dispositivo AGE de parte de su madre, este se da cuenta de que el mismo contiene unos planos parecidos al Gundam legendario que vio en una pintura y por ello decide darle ese nombre.

Yoshiyuki Tomino es el creador, director y guionista principal de la serie original Mobile Suit Gundam (1979) y de sus secuelas inmediatas tanto en medios audiovisuales como escritos. Sin embargo, con el paso de los años, varias personas aparte de Tomino han tenido la oportunidad de participar en la creación, dirección o producción de nuevo material para la franquicia. De ahí surge la aparición de varias líneas de tiempo que enfocan el concepto del Gundam, cada una de forma distinta.
El ilustrador reclutado por Yoshiyuki Tomino para que creara a los aparatos de la serie original de 1979 fue Kunio Okawara. Okawara diseñó a todos y cada una de las máquinas que aparecieron en esta primera serie, sobre todo al Gundam, el MS titular. Desde entonces, casi todos los Gundams que han aparecido en la franquicia han seguido el concepto del diseño original de Kunio Okawara (rostro, una pistola, un escudo, sables de luz, colores rojo     , azul     , blanco     , y amarillo     ) junto con algunos cambios importantes de diseño y color. Otros diseñadores que han tenido la oportunidad de trabajar en la franquicia aparte de Okawara son: Hajime Katoki, Kimitoshi Yamane, Mika Akitaka, Kazumi Fujita (Zeta Gundam) e incluso Shoji Kawamori, de la franquicia Macross.

### Derivados
Con el paso de los años, varios tipos de historias y ambientaciones han sido producidas acorde con desarrollo y diversificación de la franquicia. SD Gundam, es una subfranquicia derivada de Gundam que comenzó a mediados de la década de 1980. SD Gundam se caracteriza por mostrar a aparatos y personajes de varias series de Gundam con un estilo antropomórfico Super Deformado en diversos ambientaciones históricas o fantásticas con gran énfasis en la comedia y la aventura. Además, recientemente se han desarrollado trabajos producciones animadas enmarcadas en ambientaciones más contemporáneas y tomando uso de Gumplas (maquetas de Gundam) como premisa principal, tal y como se ha visto en series como Model Suit Gunpla Builders Beginning G y Gundam Build Fighters.

## Franquicia

### Series animadas, OVA y largometrajes
Todas las líneas espaciotemporales son ficticias, y exceptuando a Mobile Suit Gundam 00 que se sitúa en el siglo XXIV, en donde las batallas ocurren entre la Tierra y las colonias espaciales (y en algunos casos la Luna y planetas terraformados). Gundam Build Fighters y derivados no corresponde a la cronología ficcional, ya que los eventos están ambientados en la actualidad alterna.
| Nombre                                                         | Medio de difusión            | Año                    | Cronología Ficcional        |
| -------------------------------------------------------------- | ---------------------------- | ---------------------- | --------------------------- |
| Mobile Suit Gundam                                             | Serie de Televisión          | 1979–1980              | U.C. 0079–80                |
| Mobile Suit Gundam                                             | Películas compilatorias      | 1981–1982              | U.C. 0079–80                |
| Mobile Suit Zeta Gundam                                        | Serie de Televisión          | 1985–1986              | U.C. 0087–88                |
| Mobile Suit Zeta Gundam                                        | Películas compilatorias      | 2005–2006              | U.C. 0087–88                |
| Mobile Suit Gundam ZZ                                          | Serie de Televisión          | 1986–1987              | U.C. 0088–89                |
| Mobile Suit Gundam: Char's Counterattack                       | Película                     | 1988                   | U.C. 0093                   |
| Mobile Suit SD Gundam                                          | Películas                    | 1988, 1989, 1991, 1993 | Varias                      |
| Mobile Suit SD Gundam                                          | OVA                          | 1989–1991              | Varias                      |
| Mobile Suit SD Gundam                                          | Series de Televisión         | 1993                   | Varias                      |
| Mobile Suit Gundam 0080: War in the Pocket                     | OVA                          | 1989                   | U.C. 0079–80                |
| Mobile Suit Gundam F91                                         | Película                     | 1991                   | U.C. 0123                   |
| Mobile Suit Gundam 0083: Stardust Memory                       | OVA                          | 1991–1992              | U.C. 0083                   |
| Mobile Suit Gundam 0083: Stardust Memory                       | Película compilatoria        | 1992                   | U.C. 0083                   |
| Mobile Suit Victory Gundam                                     | Serie de Televisión          | 1993–1994              | U.C. 0153                   |
| Mobile Fighter G Gundam                                        | Serie de Televisión          | 1994–1995              | F.C. 60                     |
| Mobile Suit Gundam Wing                                        | Serie de Televisión          | 1995–1996              | A.C. 195                    |
| Mobile Suit Gundam Wing                                        | OVA                          | 1996                   | A.C. 195                    |
| Mobile Suit Gundam: The 08th MS Team                           | OVA                          | 1996                   | U.C. 0079                   |
| Mobile Suit Gundam: The 08th MS Team                           | Película compilatoria        | 1998                   | U.C. 0079                   |
| After War Gundam X                                             | Serie de Televisión          | 1996                   | A.W. 0015                   |
| Gundam Wing: Endless Waltz                                     | OVA                          | 1997                   | A.C. 196                    |
| Gundam Wing: Endless Waltz                                     | Película Compilatoria        | 1998                   | A.C. 196                    |
| Turn A Gundam                                                  | Serie de Televisión          | 1999–2000              | C.C. 2345                   |
| Turn A Gundam                                                  | Películas compilatorias      | 2002                   | C.C. 2345                   |
| G-Saviour                                                      | Película a imagen real       | 2000                   | U.C. 0223                   |
| Gundam Neo Experience 0087: Green Diver                        | Película en formato especial | 2001                   | U.C. 0087                   |
| Gundam Evolve                                                  | Cortos animados              | 2001–2005              | Varias                      |
| Mobile Suit Gundam SEED                                        | Serie de Televisión          | 2002–2003              | C.E. 71                     |
| Mobile Suit Gundam SEED                                        | Compilaciones Especiales     | 2004                   | C.E. 71                     |
| Superior Defender Gundam Force                                 | Serie de Televisión          | 2003–2004              | Desconocida                 |
| Mobile Suit Gundam MS IGLOO: The Hidden One Year War           | Películas                    | 2004                   | U.C. 0079                   |
| Mobile Suit Gundam SEED Destiny                                | Serie de Televisión          | 2004–2005              | C.E. 73                     |
| Mobile Suit Gundam SEED Destiny                                | OVA                          | 2004                   | C.E. 73                     |
| Mobile Suit Gundam SEED Destiny                                | Compilaciones Especiales     | 2006–2007              | C.E. 73                     |
| Mobile Suit Gundam MS IGLOO: Apocalypse 0079                   | OVA                          | 2006                   | U.C. 0079                   |
| Mobile Suit Gundam SEED C.E. 73: Stargazer                     | ONA                          | 2006                   | C.E. 73                     |
| Mobile Suit Gundam 00                                          | Serie de Televisión          | 2007–2009              | A.D. 2307–2312              |
| Mobile Suit Gundam 00                                          | Compilaciones Especiales     | 2009                   | A.D. 2307–2312              |
| Mobile Suit Gundam MS IGLOO 2: The Gravity Front               | OVA                          | 2009                   | U.C. 0079                   |
| Mobile Suit Gundam Unicorn                                     | OVA                          | 2010–2014              | U.C. 0096                   |
| SD Gundam Sangokuden Brave Battle Warriors                     | Película                     | 2010                   | Desconocidas                |
| SD Gundam Sangokuden Brave Battle Warriors                     | Serie de Televisión          | 2010                   | Desconocidas                |
| Mobile Suit Gundam 00 the Movie: A Wakening of the Trailblazer | Película                     | 2010                   | A.D. 2314                   |
| Model Suit Gunpla Builders Beginning G                         | OVA                          | 2010                   | Actualidad                  |
| Mobile Suit Gundam AGE                                         | Serie de Televisión          | 2011–2012              | A.G. 115, 140–142, 164, 201 |
| Mobile Suit Gundam AGE                                         | OVA                          | 2011–2012              | A.G. 115, 140–142, 164, 201 |
| Gundam Build Fighters                                          | Serie de Televisión          | 2013–2014              | Actualidad                  |
| Mobile Suit Gundam-san                                         | Serie de Televisión          | 2014                   | U.C. 0079                   |
| Gundam Reconguista in G                                        | Serie de Televisión          | 2014 –2015             | R.C. 1014                   |
| Gundam Reconguista in G                                        | Películas compilatorias      | 2019-2022              | R.C. 1014                   |
| Gundam Build Fighters Try                                      | Serie de Televisión          | 2014 –2015             | Actualidad                  |
| Mobile Suit Gundam: The Origin                                 | OVA                          | 2015–2016              | U.C. 0068–0079              |
| Mobile Suit Gundam: Iron-Blooded Orphans                       | Serie de Televisión          | 2015 –2017             | P.D. 323                    |
| Mobile Suit Gundam Thunderbolt                                 | ONA                          | 2015 –2016             | U.C. 0079 –0080             |
| Mobile Suit Gundam: Twilight Axis                              | ONA                          | 2017                   | U.C. 0096                   |
| Gundam Build Divers                                            | Serie de Televisión          | 2018                   | Actualidad                  |
| Mobile Suit Gundam Narrative                                   | Película                     | 2018                   | U.C. 0097                   |
| SD Gundam World Sangoku Soketsuden                             | ONA                          | 2021                   | Desconocida                 |
| Gundam Build Divers Re:Rise                                    | ONA                          | 2019 - 2020            | Actualidad                  |
| Gundam Build Divers: Battlogue                                 | ONA                          | 2020                   | Actualidad                  |
| Mobile Suit Gundam: Hathaway's Flash                           | Película                     | 2021                   | U.C. 0105                   |
| Gundam Breaker: Battlogue                                      | ONA                          | 2021                   | Actualidad                  |
| Mobile Suit Gundam: Cucuruz Doan's Island                      | Película                     | 2022                   | U.C. 0079                   |
| Mobile Suit Gundam: The Witch from Mercury                     | Serie de Televisión          | 2022–2023              | A.S. 122                    |
| Gundam Build Metaverse                                         | ONA                          | 2023                   | Actualidad                  |
| Mobile Suit Gundam SEED Freedom                                | Película                     | 2024                   | C.E. 75                     |
| Mobile Suit Gundam: Requiem for Vengeance                      | ONA                          | TBA                    | U.C. 0079                   |
| Mobile Suit Gundam GQuuuuuuX                                   | Serie de Televisión          | 2025                   | TBA                         |

### Videojuegos

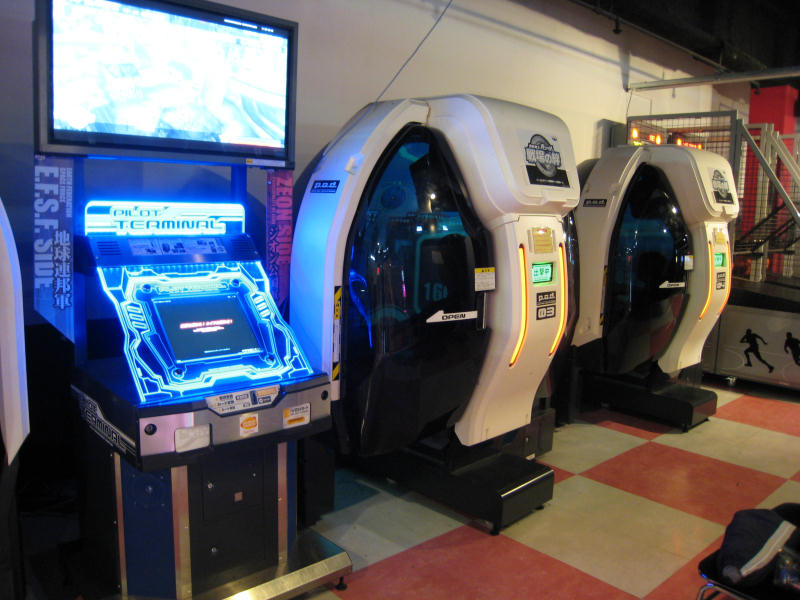
Videojuego arcade Mobile Suit Gundam: Bonds of the Battlefield

A raíz de la popularidad de Gundam, se han realizado alrededor de ochenta videojuegos diferentes para varias plataformas, como arcade, computadoras personales y videoconsolas de sobremesa. Dinasty Warriors Gundam es un videojuego de Gundam que tiene una mecánica de juego basada en los juegos de Dynasty Warriors.

### Maquetas Gundam
Las maquetas Gundam, o gunpla (ガンプラ Ganpura?) son un producto que empezó a comercializarse a partir del año 1980. La creación, producción y construcción de los modelos Gundam ha sido una de las claves del duradero éxito de la franquicia. Cientos de modelos han sido lanzados bajo una amplia variedad de clasificaciones (High Grade, Master Grade, Perfect Grade...), materiales (plástico-resina o metal) y escalas (1:35, 1:48, 1:60, 1:100, 1:144, 1:200, 1:400, 1:1200 y más). Modelos especiales de promoción de escala 1:06 o 1:12 se venden solamente a minoristas y no están disponibles al público en general.

#### Series sobre batallas conGunpla
La popularidad de las maquetas Gundam ha dado paso a la creación de varias producciones tanto en manga como en anime, donde los personajes utilizan sus modelos gundam personalizados para competir entre ellos en combates simulados. Algunas  son:
- Plamo-Kyoshiro (1982–1986)
  - Esta fue la primera producción en manga basada en la línea de Modelos Gundam. El manga muestra modelos de la serie original modificados, tales como el PF-78-1 Perfect Gundam, Red Warrior, y el Musha Gundam, los cuales fueron aprobados por Bandai y posteriormente lanzados como modelos oficiales de la línea. los mismos han hecho aparición en varios videojuegos.[25] De este manga fue de donde surgió la idea que daría forma a G Gundam, serie donde la emoción del piloto se refleja en la máquina.[26] Algunas series que siguen el mismo concepto son:
    - New Plamo-kyo Shiro
    - Super Warrior Gundam Yaro
    - Plamo-kin Taro
- Plamo-Wars(1994~1998)
- Gunpla Musashi
- Gundam Build Fighters
- Gundam Build Fighters Try'

### Mercancía y productos

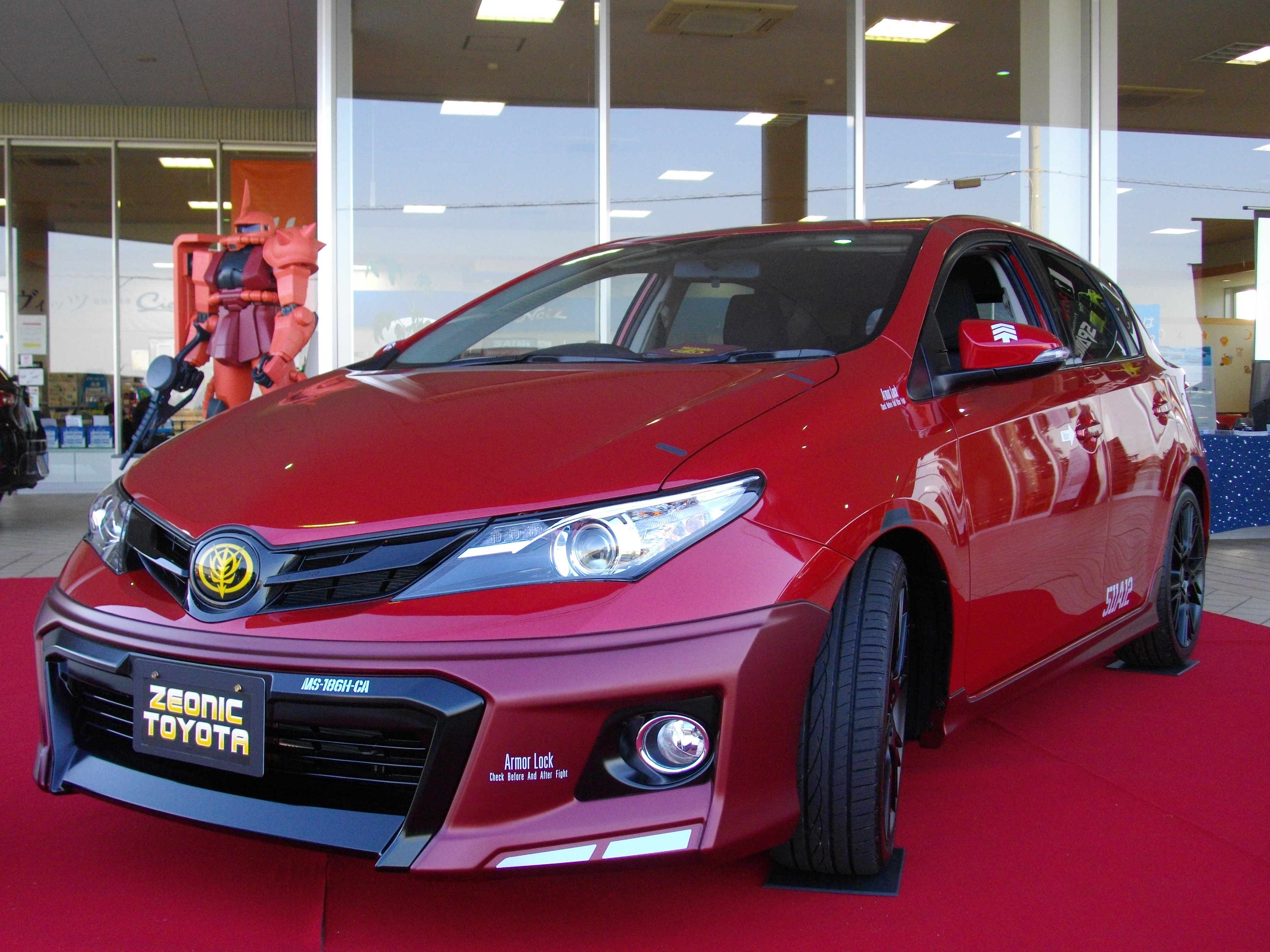
Toyota Auris Versión Char Aznable (Char’s Customize Auris).

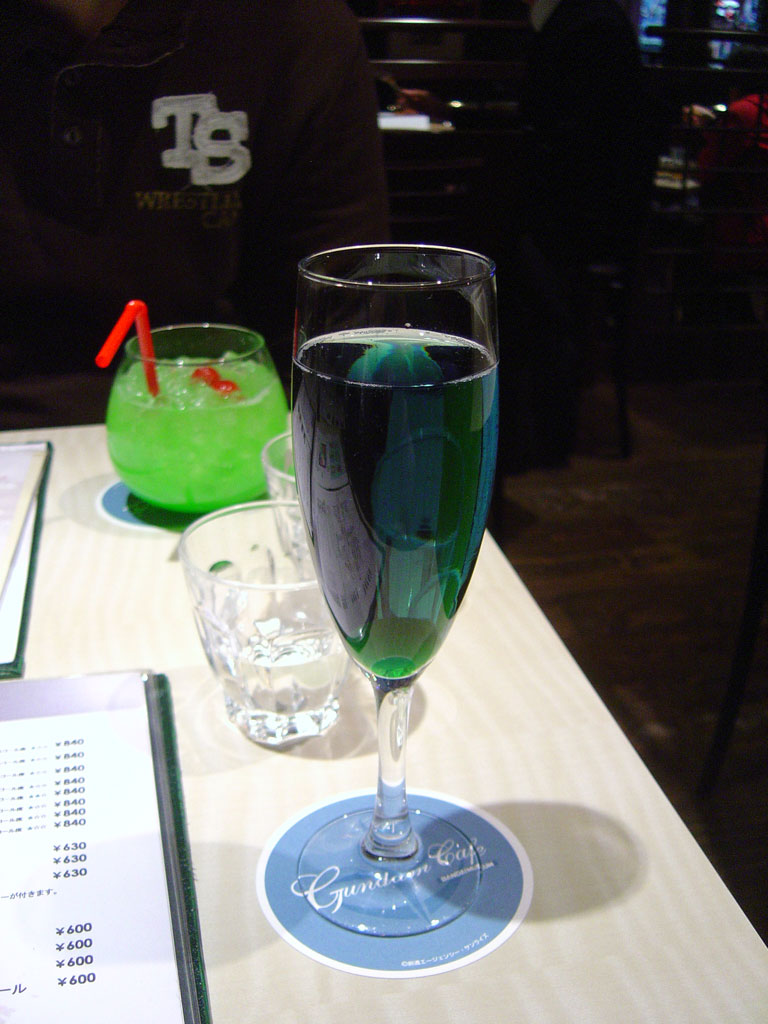
Gundam Cafe. En la foto, nótese ambas bebidas, el Athrun Zala mixed cocktail (frente) y el Haro mixed beverage (fondo).

La empresa Bandai es la principal licenciada de la marca Gundam, y como tal, produce una gran variedad de productos orientados a los seguidores de la serie. Existen otras compañías que producen mercancía no oficial, como juguetes, modelos, ropa, etc. Hay varias categorías de productos, como la serie de figuras de acción «Mobile Suit In Action» («MSiA») y modelos plásticos armables en varias escalas y niveles de complejidad. Por lo general, cada una de las series listadas anteriormente tiene su propia línea de productos, aunque las categorías de «MSiA» y «Gumpla» («MG» y «HGUC») pueden extenderse entre series.
Recientemente la línea de figuras que ha probado ser más popular es la «Gundam Fix FIguration». Esta línea de figuras incluye a aparatos que han aparecido en series animadas, manga y novelas, pero estos vienen con más accesorios para crear una versión más avanzada de los mismos.
En 2010 Bandai lanzó al mercado una nueva línea de modelos Gundam para conmemorar el 30 aniversario de la franquicia, la categoría de modelos Real Grade. La salida al mercado de los modelos RG dio paso a una nueva forma de construir los Modelos Gundam. Los modelos RG combinan la detallada estructura interna de los MG con una distinción adicional por color, haciendo de estas figuras complejas en diseño y compactas en tamaño. En 2011, después de la introducción de la línea RG, Bandai lanzó la nueva línea Metal Build empezando con los aparatos de Gundam 00 (doble 0). Los aparatos de la serie Metal Build tienen una mayor variedad de poses gracias a su alto nivel de articulación.
La mercancía relativa Gundam ha logrado expresarse a otros productos aparte de las figuras. En octubre del año 2013, la compañía automotriz Toyota lanzó al mercado un Toyota Auris inspirado en Char Aznable llamado Llamado Char’s Customize Auris (En la imagen). El vehículo fue presentado por primera vez en agosto de 2012 como un prototipo, pero la respuesta general del público hizo que el modelo terminara saliendo al mercado. la salida al mercado de este vehículo fue ampliamente publicitada bajo el eslogan Zeonic Toyota.
Gundam Cafe
Aparte de lo anterior, también existe el Gundam Cafe, un restaurante & bar temático alusivo a Gundam. El primer Gundam Cafe fue inaugurado conjuntamente con el Museo Bandai el 19 de julio del 2003 en Matsudo, Chiba, Japón. Este primer local estaba ubicado en el último nivel del antedicho museo, que fue cerrado el 15 de enero del 2006 y trasladado a Mibu, en Shimotsuga, Tochigi, Japón. El 24 de abril de 2010 el Gundam Cafe fue reabierto en el centro de la ciudad de Akihabara, meca de la cultura otaku en Japón. El Gundam Cafe vende comida y bebida alusiva a aparatos, personajes y lugares ficticios del multiverso de Gundam.

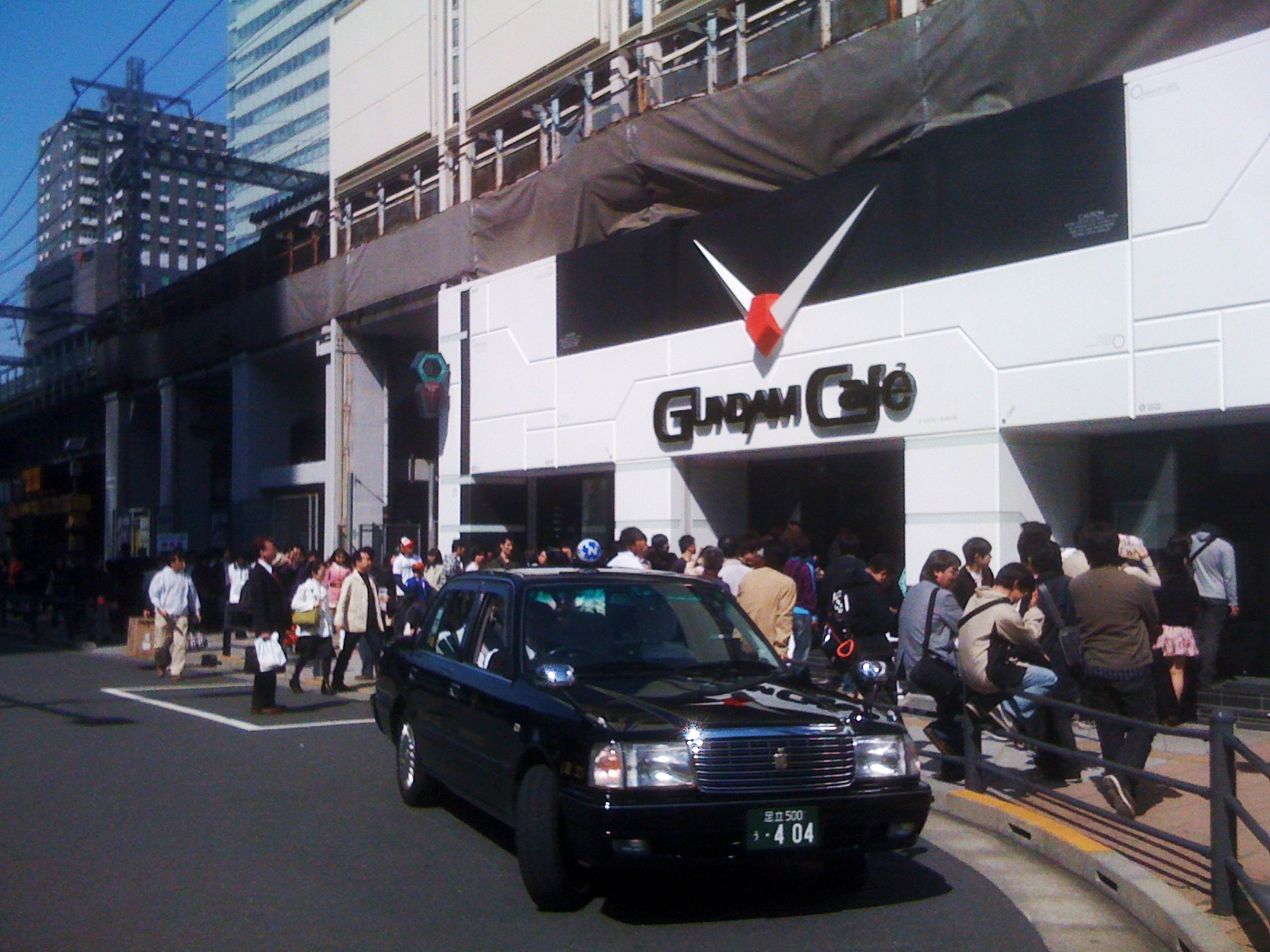
Fachada del Gundam Cafe de Akihabara, prueba de la popularidad de la franquicia.
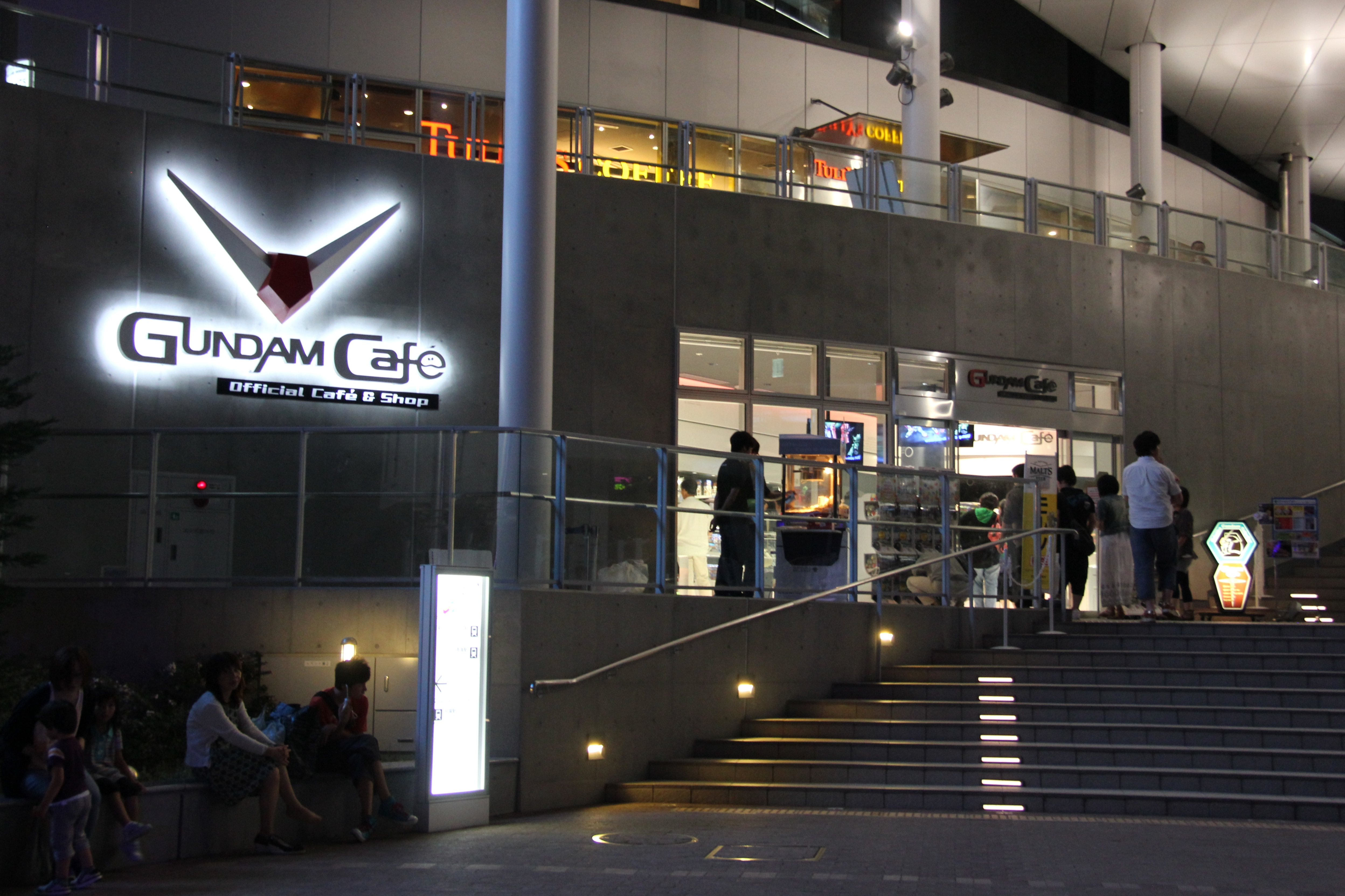
Otra foto del Gundam Cafe.

Mobile Suit Gundam UC × Limited Express Rapi:t Neo Xeon Version
Un tren de la serie Nankai 50000 fue pintado todo de rojo en coincidencia con el estreno del séptimo y último episodio del OVA Mobile Suit Gundam Unicorn y con la celebración del vigésimo aniversario de la apertura de la línea del aeropuerto de Nankai. El tren pintado de rojo entró en servicio el 26 de abril de 2014 y corrió hasta el 30 de junio del mismo año.

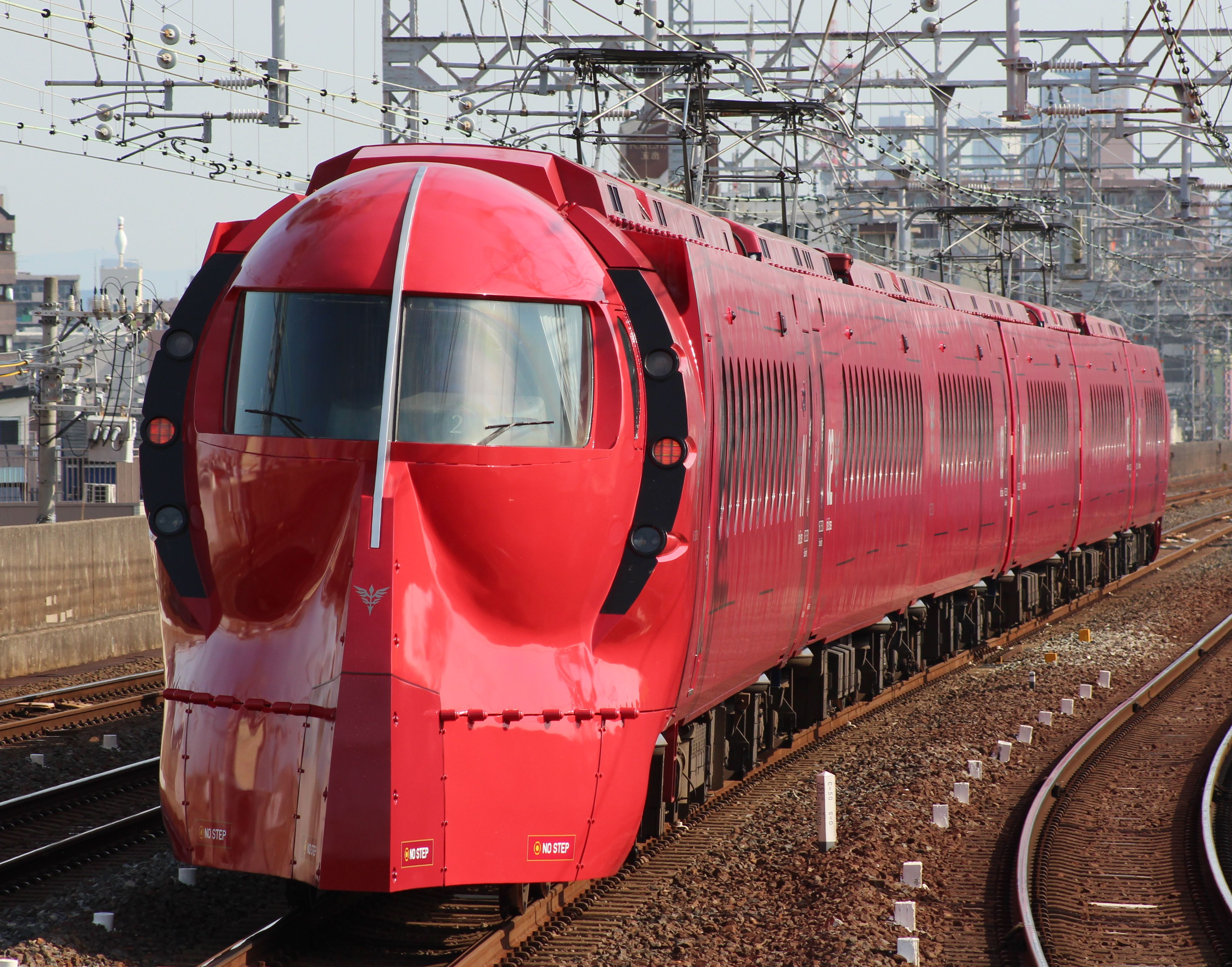
Fotografía del tren rojo alusivo a Gundam, mayo 2014
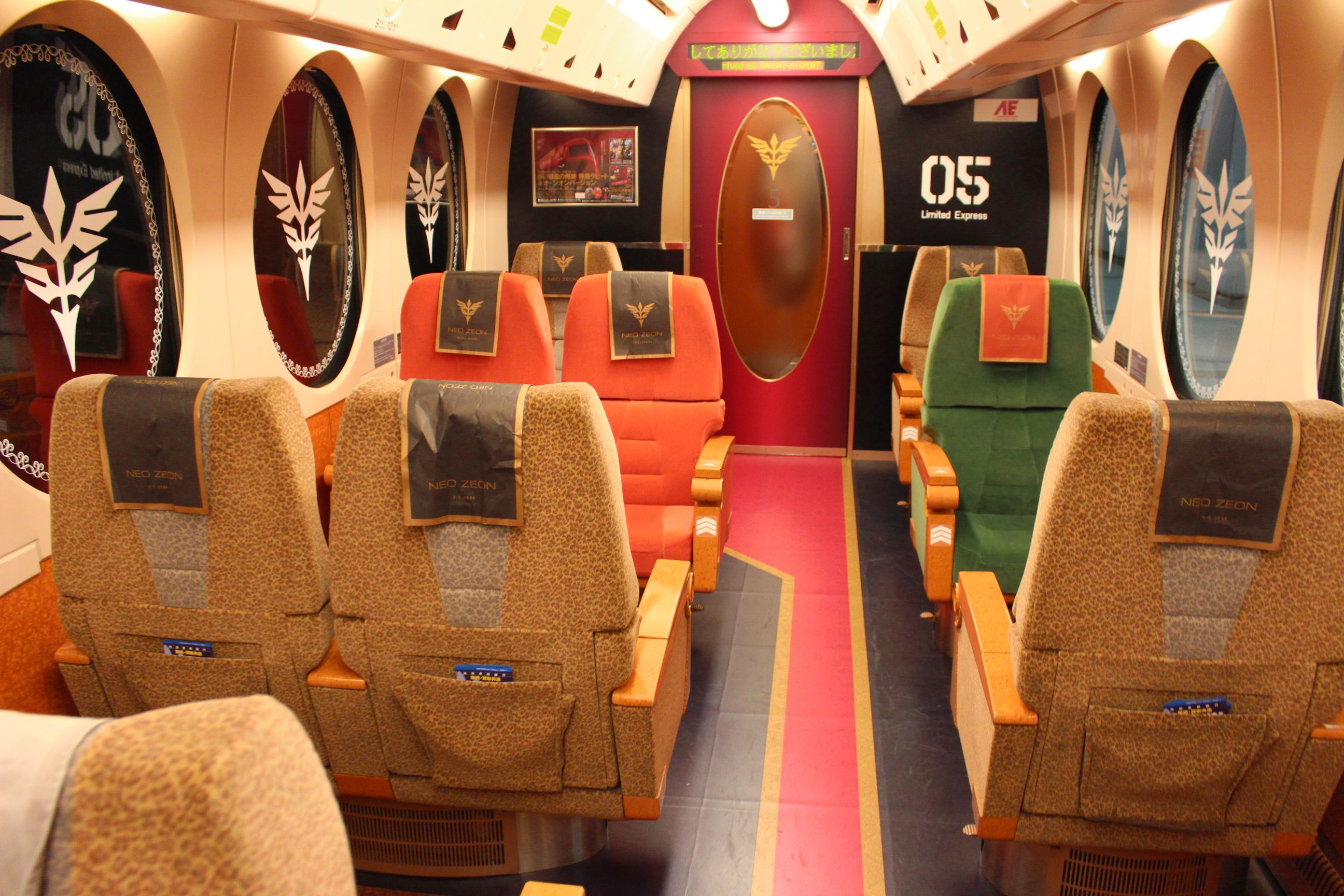
Fotografía del interior del tren, mayo 2014

## Emisión internacional
Desde 1980, las series de Gundam ha sido emitidas en muchas partes del mundo; hasta la fecha, en los siguientes países:[cita requerida]
| País                                                                   | Año de estreno |
| ---------------------------------------------------------------------- | -------------- |
| Italia Hong Kong                                                       | 1980           |
| Taiwán China Tailandia                                                 | 1981           |
| Singapur Malaysia Corea del Sur                                        | 1982           |
| Filipinas                                                              | 1983           |
| Indonesia                                                              | 1987           |
| Estados Unidos Canadá México Australia & Nueva Zelanda Resto de Europa | 2000           |

## Impacto
Gundam es un icono cultural de Japón, y es un negocio de 50 mil millones de  yenes propiedad de la corporación Namco Bandai Holdings.
Los beneficios de la franquicia alcanzaron su punto más alto en 2006, con ganancias oscilantes a los 54.5 mil millones de yenes. Un empleado del ministerio de agricultura de Japón fue sorprendido y castigado por contribuir a artículos de la Wikipedia japonesa relativos a Gundam desde su puesto de trabajo. Las Fuerzas de Autodefensa de Japón utilizaron la palabra "Gundam" como nombre código[cita requerida] para su sistema de combate personal avanzado. El departamento de bomberos de Japón utilizó al Gundam RX-78-2 como parte de una campaña para promover el desarrollo de nuevas tecnologías orientadas al combate y prevención de incendios. Una estación ferroviaria levantó una estatua del Gundam RX-78-2 y utilizó el tema de apertura de la serie original como melodía de salida. El multiverso de Gundam ha hecho aparición en varios videojuegos de la serie Super Robots Wars de Banpresto.

## Adaptación cinematográfica
En la Anime Expo de 2018, Legendary Pictures y Sunrise anunciaron una colaboración para desarrollar una película de acción real de Gundam. Brian K. Vaughan fue contratado para escribir y servir como productor ejecutivo de la película. En abril de 2021, se informó que el proyecto había llegado a Netflix y que Jordan Vogt-Roberts había sido contratado para dirigir. En octubre de 2024, se anunció que Jim Mickle sería el nuevo director y escritor y que Netflix ya no estaba involucrado en el proyecto cinematográfico. En marzo de 2025, Deadline informó que la actriz Sydney Sweeney está en conversaciones para un papel protagonista.